# Liste der Naturschutzgebiete im Landkreis Lindau (Bodensee)
Im Landkreis Lindau (Bodensee) gibt es zehn Naturschutzgebiete. Zusammen nehmen sie eine Fläche von 470 Hektar ein. Das größte Naturschutzgebiet ist das 1992 eingerichtete Naturschutzgebiet Rohrachschlucht.
| Name                            | Bild | Kennung                   | Einzelheiten | Position | Fläche Hektar | Datum |
| ------------------------------- | ---- | ------------------------- | --- | -------- | ------------- | ----- |
| Bichlweiher und Bichlweihermoos | BW   | NSG-00103.01 WDPA: 81396  | Bodolz Ein durch jahrhundertealten Bach-Aufstau entwickelter flachgründiger Weiher in extensiv genutzter Wiesenumgebung. | ⊙        | 12,71         | 1983  |
| Degermoos                       | BW   | NSG-00423.01 WDPA: 162714 | Hergatz Großflächiger vorentwässerter Moorkomplex überwiegend wenig intensiver Bodennutzung mit weiten Übergangsbereichen zum Mineralboden.                                                                                                 | ⊙        | 71,72         | 1985  |
| Eistobel                        |      | NSG-00093.01 WDPA: 81596  | Grünenbach Unverbaute Schluchtstrecke der Oberen Argen in Molassegesteinen des Westallgäuer Berglandes mit Wasserfällen, Stromschnellen, Strudellöchern, Felsstürzen und geologisch-morphologisch interessanten Bildungen.                  | ⊙        | 70,15         | 1985  |
| Mittelseemoos                   | BW   | NSG-00110.01 WDPA: 82168  | Wasserburg (Bodensee) Mulden-Flachmoor nordöstlich von Wasserburg zwischen Drumlins der Grundmoräne über einem nacheiszeitlich verlandeten See (Mittelsee).                                                                                 | ⊙        | 6,68          | 1978  |
| Reutiner Bucht                  |      | NSG-00676.01 WDPA: 344831 | Lindau Mit vollständiger für den Bodensee typischer Zonierung ist hier ein naturnaher Ausschnitt des bayerischen Bodenseeufers erhalten. | ⊙        | 27,04         | 2005  |
| Rohrachschlucht                 |      | NSG-00424.01 WDPA: 165206 | Scheidegg Tief in die Molasse eingegrabener Tobel der zum Bodensee entwässernd Rohrach (Rickenbach) mit Anrissen, Rutschhängen und einer Vielzahl von Quellaustritten.                                                                      | ⊙        | 170,09        | 1992  |
| Spatzenwinkel                   |      | NSG-00624.01 WDPA: 319120 | Lindau Der Spatzenwinkel beim Weiler Goldschmidsmühle ist ein auf staunassem Boden entstandener Niedermoorkomplex. | ⊙        | 25,76         | 2003  |
| Stockenweiler Weiher            |      | NSG-00206.01 WDPA: 165748 | Hergensweiler Im Rückzugsbecken des kaltzeitlichen Rhein-Gletschers gelegener Teich mit Schilfröhricht und Streuwiesenumgebung. Reiche Wasser- und Ufervegetation, besondere Vogelvorkommen sowie Lurche, Schmetterlinge und Libellenarten. | ⊙        | 34,22         | 1984  |
| Trogener Moore                  | BW   | NSG-00560.01 WDPA: 319228 | Weiler-Simmerberg Nur in den Randwäldern erschlossen, der vorherrschende Mooranteil ist unzugänglich. | ⊙        | 45,76         | 1999  |
| Wasserburger Bucht              |      | NSG-00237.01 WDPA: 82868  | Wasserburg (Bodensee) Flache Bodensee-Bucht mit vollständiger Verlandungszone. | ⊙        | 5,77          | 1985  |
| Legende für Naturschutzgebiet   |      |                           | |          |               |       |